# Avipal
O grupo Avipal S.A. (abreviatura de Aviário Porto-Alegrense) é uma agroindústria que atua nos segmentos de lácteos, carnes (aves e suínos) e grãos, por meio das suas divisões Elegê, Avipal e Granóleo.
Foi fundada em Porto Alegre em 1959. Inicialmente atuava somente nos segmentos de carne e grãos. Começou seu processo de expansão com a compra da Granóleo, em 1976. Abriu seu capital na Bolsa de Valores de São Paulo em 1985 e, em 1996, adquiriu a Laticínios CCGL S.A.
Tem faturamento superior a 1,5 bilhão de reais por ano, cerca de oito mil funcionários e 89 unidades industriais e comerciais espalhadas pelo Brasil.
Na área de lácteos, é a maior produtora de leite longa vida das Américas e uma das maiores produtoras brasileiras de queijos. Suas usinas beneficiadoras, localizadas no Rio Grande do Sul, processam anualmente cerca de 750 milhões de litros de leite, que abastecem essencialmente o mercado brasileiro com as marcas Elegê, Santa Rosa, Dobon e El Vaquero.
Na área de carnes, mantém unidades industriais no Rio Grande do Sul, Mato Grosso do Sul e Bahia, e abate cerca de 210 milhões de aves por ano.
No segmento de grãos, movimenta mais de 1,2 milhão de toneladas (soja e milho) por ano, a maior parte usada para consumo próprio.
Desde 1998, o Jornal do Comércio, jornal do sul do Brasil, vem realizando a pesquisa "Marcas de Quem Decide". Os resultados apontam as marcas mais lembradas e preferidas entre os empresários do Rio Grande do Sul. No segmento de leite e derivados, a marca Elegê tem sido a mais lembrada.
O grupo francês Lactalis comprou as marcas Elegê e Batavo do conglomerado BRF em 2014.